# Flugplatz Biel-Kappelen

i7
i11
i13
Der Flugplatz Biel-Kappelen ist ein privater Flugplatz in Kappelen im Kanton Bern. Er wird durch die Flugplatzgenossenschaft Biel und Umgebung betrieben.

## Lage
Der Flugplatz liegt etwa 7 km südwestlich von Biel und etwa 18 km nordöstlich von Bern. Das Flugplatzgelände liegt auf dem Gebiet der politischen Gemeinde Kappelen. Naturräumlich liegt der Flugplatz im Bereich des Drei-Seen-Landes.

## Flugbetrieb
Am Flugplatz Biel-Kappelen findet Flugbetrieb mit eigenstartfähigen Segelflugzeugen, Ultraleicht- und Motorflugzeugen sowie Akrobatikflug, Fallschirmsprungbetrieb und Ballonfahren statt. Der Flugplatz verfügt über eine 560 m lange Start- und Landebahn aus Gras. Nicht am Platz stationierte Flugzeuge benötigen eine Genehmigung des Platzhalters (PPR), um in Biel-Kappelen landen zu können. Der Flugplatz verfügt über eine Tankstelle für AvGas 100LL, Jet A1 und MoGas 98.

## Geschichte
Der Flugplatz Biel-Kappelen wurde am 3. Mai 1967 eröffnet.

## Zwischenfälle
- Bei einer Explosion in einem Hangar wurden am 3. Juli 2016 sieben Flugzeuge, darunter auch Oldtimer, zerstört. Der Sachschaden wird auf drei Millionen Schweizer Franken geschätzt.[6]